# 國立員林高級農工職業學校
國立員林高級農工職業學校（英語：National Yuanlin Agricultural and Industrial Vocational High School），簡稱員林農工或員農，位於臺灣彰化縣員林市國立技術型高級中等學校。

## 校史
- 1943年（日治昭和18年）4月30日創校，初名「臺中州立員林農業學校」。
- 1945年，改制「臺灣省立員林農業職業學校」。
- 1968年，改制「臺灣省立員林高級農業職業學校」。
- 1974年，增設工科，改名「臺灣省立員林高級農工職業學校」。
- 1996年，增設商科。
- 1999年，精省改隸為「國立員林高級農工職業學校」。

## 學校環境
校地廣達21公頃，校園遼闊，環境幽美並經過充分綠化美化。
校區內有環園步道，井田狀農道、荷花池、內河公園及設施完善之運動場，是附近民眾休閒、運動健身之主要場所，擁有東園以及西園位於校門口的兩座花園，後農場有的山蘇田及一座生態池及蓮花池,還有一處樹林

## 歷任校長
| 任別     | 姓名     | 任期                 | 異動原因                               | 備註                                     |
| 日治時期 | 日治時期 | 日治時期             | 日治時期                               | 日治時期                                 |
| -------- | -------- | -------------------- | -------------------------------------- | ---------------------------------------- |
| 第一任   | 池九滿懷 | 1943年4月—1945年10月 | 戰後，離校。                           | 創校首任。                               |
| 戰後     |          |                      |                                        |                                          |
| 第一任   | 呂英明   | 1945年11月—1972年1月 | 退休。                                 | 戰後，首任。                             |
| 第二任   | 廖國驥   | 1972年2月—1982年1月  | 調任臺灣省立員林崇實高工職業學校校長。 | 原臺灣省立佳冬高級農業職業學校校長轉任。 |
| 第三任   | 張夢麒   | 1982年2月—1989年1月  | 調任臺灣省立泰山高級中學校長。         |                                          |
| 第四任   | 羅力恆   | 1989年2月—1999年1月  | 退休。                                 | 原臺灣省立東石高級中學校長轉任。         |
| 第五任   | 邱榮義   | 1999年2月—2005年1月  | 退休。                                 | 原臺灣省立二林高級工商職業學校校長轉任。 |
| 第六任   | 陳江源   | 2005年2月—2012年7月  | 退休。                                 | 原國立竹南高級中學校長轉任。             |
| 第七任   | 廖宏瑩   | 2012年8月—2016年7月  | 調任國立北港高級農工職業學校校長。     | 原國立仁愛高級農業職業學校校長轉任       |
| 第八任   | 林玉芬   | 2016年8月-2024年7月  | 調任國立鹿港高級中學校長               | 原國立員林崇實高級工業職業學校校長轉任。 |
| 第九任   | 林宜賢   | 2024年8月-迄今       |                                        | 原國立鹿港高級中學校長轉任。             |

## 教學單位
- 食品類科
  - 食品加工科 （页面存档备份，存于）
  - 烘培食品科 （页面存档备份，存于） (進修部-實用技能班)
- 農業類科
  - 農場經營科 （页面存档备份，存于）
  - 園藝科 （页面存档备份，存于）
  - 畜產保健科 （页面存档备份，存于）
  - 休閒農業科 （页面存档备份，存于） (日間部-實用技能班)
- 工業類科
  - 生物產業機電科 （页面存档备份，存于）
  - 機械科 （页面存档备份，存于）
  - 建築科 （页面存档备份，存于）
- 商業類科
  - 電子商務科 （页面存档备份，存于）
- 體育班 （页面存档备份，存于）
- 綜合職能科 （页面存档备份，存于）